# 로자 마리아 고지예프스카
로자 마리아 고지예프스카(폴란드어: Róża Maria Goździewska, 1936년 3월 31일 ~ 1989년 10월 29일)는 폴란드 출신의 간호사로, 1944년 바르샤바 봉기 당시 최연소 간호사로 활동한 바 있다. 